# Groeve het Paradijsbergske Ia

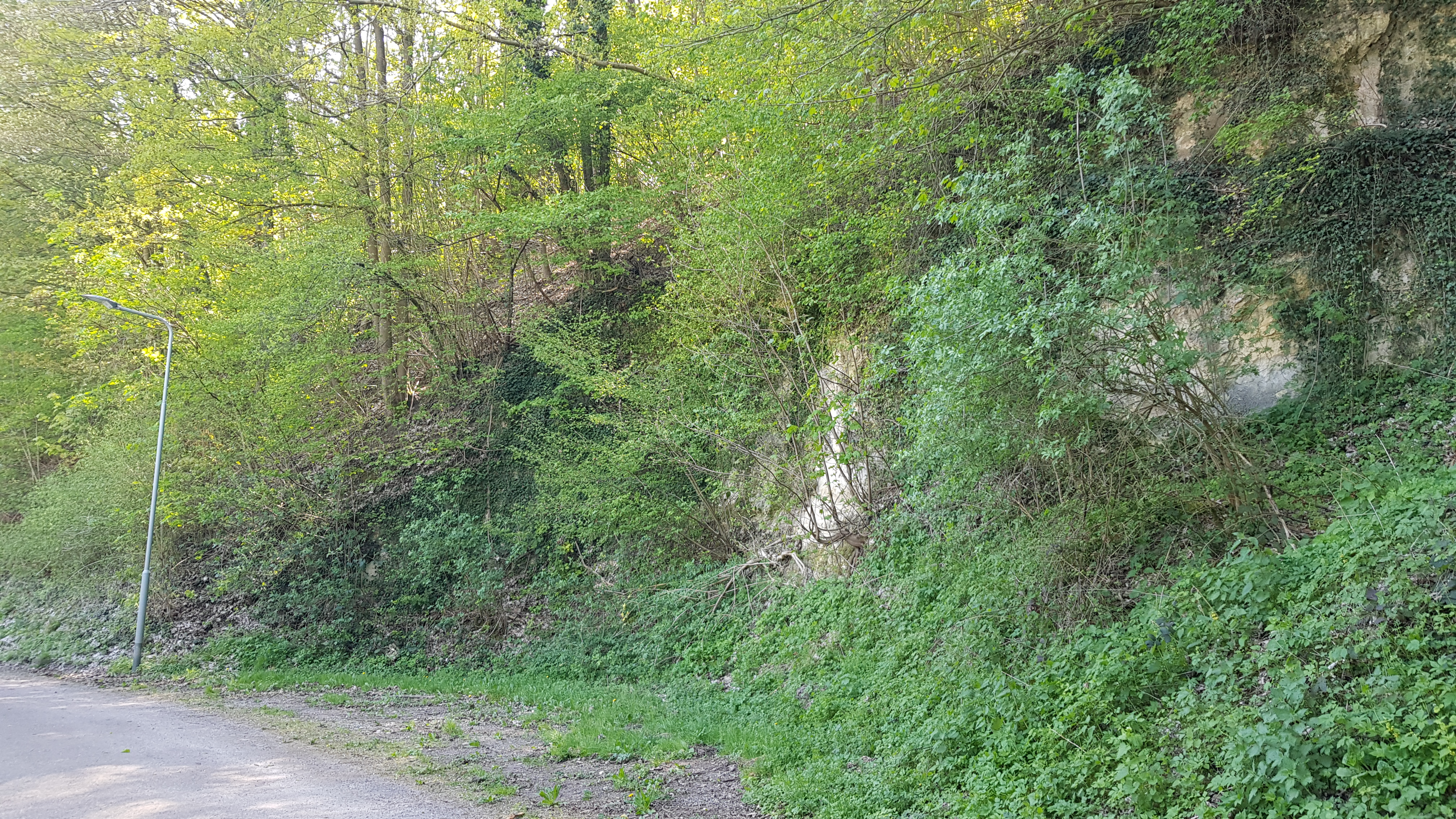
Groeve het Paradijsbergske Ia

De Groeve het Paradijsbergske Ia is een Limburgse mergelgroeve in de Nederlandse gemeente Valkenburg aan de Geul in Zuid-Limburg. De ondergrondse groeve ligt ten oosten van Geulhem in het hellingbos Bergse Heide op de noordelijke rand van het Plateau van Margraten in de overgang naar het Geuldal. Ter plaatse duikt het plateau een aantal meter steil naar beneden.
Op ongeveer 40 meter naar het westen ligt de Groeve het Paradijsbergske I, op ongeveer 100 meter naar het zuidoosten ligt de Groeve boven Kloostergroeve en op ongeveer 190 meter naar het oosten ligt de Kloostergroeve.

## Geschiedenis
In de late middeleeuwen tot in de 19e eeuw werd de groeve door blokbrekers ontgonnen.

## Groeve
De Groeve het Paradijsbergske Ia heeft een oppervlakte van ongeveer 78 vierkante meter.
De beheerder van de groeve is Het Limburgs Landschap.